# Лисянська Світлана Михайлівна
Світлана Михайлівна Готфрід (уроджена Лисянська) (нар. 16 серпня 1970, Київ) — українська самбістка, дзюдоїстка та борчиня вільного стилю. 5-разова чемпіонка світу та чемпіонка Європи з самбо, багаторазова чемпіонка України з самбо та дзюдо. Виступала за команду спортивного товариства «Динамо» (Київ, від 1990). Заслужений майстер спорту України (1997).

## Спортивна кар'єра
Боротьбою почала займатися в другій половині 1980-х років у Києві під керівництвом Бориса Гудієва. Вона готувалася у поліцейському спортивному центрі під керівництвом Олександра Прессмана.  З початку 1990-х років виступала у складі радянської, а потім і української жіночих збірних команд із самбо та дзюдо. У самбо вона чотириразова чемпіонка світу серед жінок.
Світлана Лисянська (зараз - Готфрід). Вона здобувала "золото" чемпіонатів світу в Калініграді-1995, Токіо-1996, Нові Сад-1997, Хіхоні-1999, до них додала ще "срібло" і "бронзу" планетарних форумів. Також Світлана Лисянськ - володарка Кубка світу в особистій та командній першостях і європейського "золота" і "срібла". Також Лисянська — володарка Кубка світу 1999 в особистій та команд. першостях. Чемпіонка Європи 1992 і 1997. Чемпіонка СРСР (1991) та України (1992, 1993, 1994, 1995, 1996, 1997) з дзюдо.
За свої досягнення отримала звання заслуженого майстра спорту України та орден "За заслуги" ІІІ ступеню.
Вперше завершила спортивну кар'єру в 2002 році. Від колишнього чоловіка, важкоатлета Дениса Готфріда, вона народила трьох синів.
У 2010 році у віці сорока років повернулася до збірної України з метою пробитися на Олімпійські ігри 2012 року у змаганнях з дзюдо. Вона не пройшла кваліфікацію на Олімпійські ігри і відразу ж завершила спортивну кар'єру.

## Результати

### Дзюдо

#### Вагові категорії
| Турнір           | 1993 рік   | 1994 рік   | 1995 рік   | 1996 рік   | 1997 рік   | 1998 рік   |
| Турнір           | 23         | 24         | 25         | 26         | 27         | 28         |
| Турнір           | важка вага | важка вага | важка вага | важка вага | важка вага | важка вага |
| ---------------- | ---------- | ---------- | ---------- | ---------- | ---------- | ---------- |
| Олімпійські ігри |            |            |            | —          |            |            |
| Чемпіонат світу  | —          |            | рахунок    |            | рахунок    |            |
| Чемпіонат Європи | 7.         | 7.         | рахунок    | рахунок    | —          | 7.         |

#### Абсолютна першість (без розподілу на вагові категорії)
| Турнір           | 1993 рік | 1994 рік | 1995 рік | 1996 рік | 1997 рік | 1998 рік |
| Турнір           | 23       | 24       | 25       | 26       | 27       | 28       |
| ---------------- | -------- | -------- | -------- | -------- | -------- | -------- |
| Чемпіонат світу  | —        |          | рахунок  |          | —        |          |
| Чемпіонат Європи | рахунок  | 5.       | —        | рахунок  | —        | —        |

### Самбо
| Турнір                   | 1992 | 1992 | 1993 | 1994 | 1995 | 1996 | 1997 | 1998 | 1999 | 2000 | 2001 | 2002 | 2003 | 2004 | 2005 | 2006 | 2007 | 2008 | 2009 | 2010 | 2011   | 2012 |
| Турнір                   | 22   |      | 23   | 24   | 25   | 26   | 27   | 28   | 29   | 30   | 31   | 32   | 33   | 34   | 35   | 36   | 37   | 38   | 39   | 40   | 41     | 42   |
| Турнір                   | -80  | -80  | -80  | -80  | -80  | -80  | -80  | -80  | -80  | -80  | -80  | -80  | -80  | -80  | -80  | -80  | -80  | -80  | -80  | -80  | -80    |      |
| ------------------------ | ---- | ---- | ---- | ---- | ---- | ---- | ---- | ---- | ---- | ---- | ---- | ---- | ---- | ---- | ---- | ---- | ---- | ---- | ---- | ---- | ------ | ---- |
| Чемпіонат світу із самбо | 3.   | 1.   | —    | 1.   | 1.   | 1.   | 3.   | 1.   | 2.   | 5.   | —    | —    | —    | —    | —    | —    | —    | —    | —    | 2.   | участь |      |
| Чемпіонат Європи з самбо | 2.   | —    | —    | —    | —    | —    | 2.   | —    | 1.   | —    | —    | —    | —    | —    | —    | —    | —    | —    | —    | —    | —      | —    |